# Tamara Csipes
Tamara Csipes, född den 24 augusti 1989 i Budapest, Ungern, är en ungersk kanotist.
Hon tog bland annat VM-guld i K-1 200 meter i samband med sprintvärldsmästerskapen i kanotsport 2011 i Szeged.
Vid de olympiska kanottävlingarna 2016 i Rio de Janeiro tog hon en guldmedalj i K-4 500 meter. Vid olympiska sommarspelen 2020 i Tokyo tog Csipes guld i K-4 500 meter och silver i K-1 500 meter.